# Alta Assia
Il territorio dell'Alta Assia (Oberhessen in tedesco), situato nella regione dell'Assia, in Germania. Originariamente l'area corrispondeva ai possedimenti meridionali del Langraviato d'Assia, separati dalla Bassa Assia dalla contea di Ziegenhain.
Successivamente, l'Alta Assia divenne una delle tre province del Granducato d'Assia (dello Stato Popolare d'Assia dopo la prima guerra mondiale), per poi venire relegata al ruolo di provincia storica assieme a Starkenburg (capitale: Darmstadt) e all'Assia renana (capitale: Magonza). Il suo territorio copriva l'area a nord del fiume Meno. La capitale nonché la città più grande dell'intera provincia era Gießen.

## Storia
Per la pratica dell'eredità divisibile, le terre dell'Alta e della Bassa Assia vennero divise in stati separati più e più volte nel corso della loro storia, pur mantenendo il titolo di langravio per i loro sovrani.
La prima partizione fu tra i figli di Enrico I "il Fanciullo" nel 1308, quando il figlio maggiore di questi, Ottone I, ricevette l'Alta Assia (detta anche "Terra del Lahn"), mentre suo fratello minore Giovanni ricevette la Bassa Assia. Le due parti vennero riunite tre anni più tardi quando Giovanni morì senza eredi.
La seconda divisione avvenne nel 1458 a seguito della morte di Luigi I d'Assia: il suo primogenito, Luigi II, ricevette la Bassa Assia, mentre il suo secondogenito, Enrico III, ricevette l'Alta Assia. La divisione rimase separata sino alla morte di Guglielmo III dell'Alta Assia nel 1500, quando questa venne ereditata da Guglielmo II della Bassa Assia.
La terza divisione ebbe luogo dopo la morte di Filippo I nel 1567. Questa volta, anziché essere divisa in due, l'Assia venne divisa in quattro parti: Assia-Kassel, Assia-Rheinfels, Assia-Marburg e Assia-Darmstadt.
All'avvento della Rivoluzione Francese (1789), gran parte dell'Alta Assia storica passò all'Assia-Darmstadt, ad eccezione dell'area attorno a Marburg, che entrò a far parte dell'Assia-Kassel. Nel corso della mediatizzazione tedesca e delle guerre napoleoniche, l'Assia-Darmstadt ottenne il territorio di diversi altri ex stati contigui dell'Alta Assia, in particolare quelli dei principati di Solms-Laubach e di Isenburg. Questi territori vennero riorganizzati nella provincia dell'Alta Assia. In questo stesso periodo, infatti, l'Assia-Darmstadt ottenne la dignità granducale divenendo granducato d'Assia.
Le province del granducato vennero abolite il 31 luglio 1848 e rimpiazzate da delle regioni amministrative (Regierungsbezirke); quest'ultima decisione venne abolita il 12 maggio 1852.
A seguito della guerra austro-prussiana del 1866, la Prussia annetté tutte le terre dell'elettorato d'Assia (ex Assia-Kassel), che comprendevano parte dell'Alta Assia come l'area della città di Marburg, e la Bassa Assia. Questi territori, assieme all'area di Biedenkopf, all'area del ducato di Nassau ed alla Libera Città di Francoforte andarono a costituire la provincia prussiana dell'Assia-Nassau nel 1868. Ad ogni modo il grosso dell'Alta Assia rimase nel granducato sino al crollo dell'impero tedesco nel 1918.

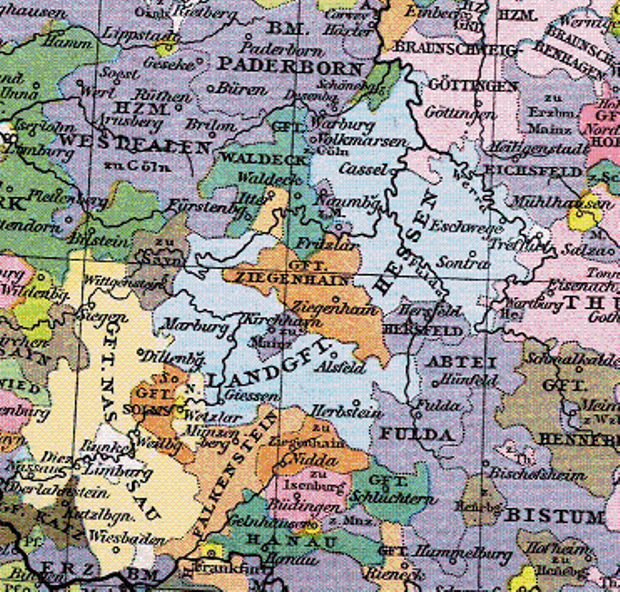
Divisioni medievali dell'Assia (azzurro cielo), c.1400. L'Alta Assia è situata più a sud.
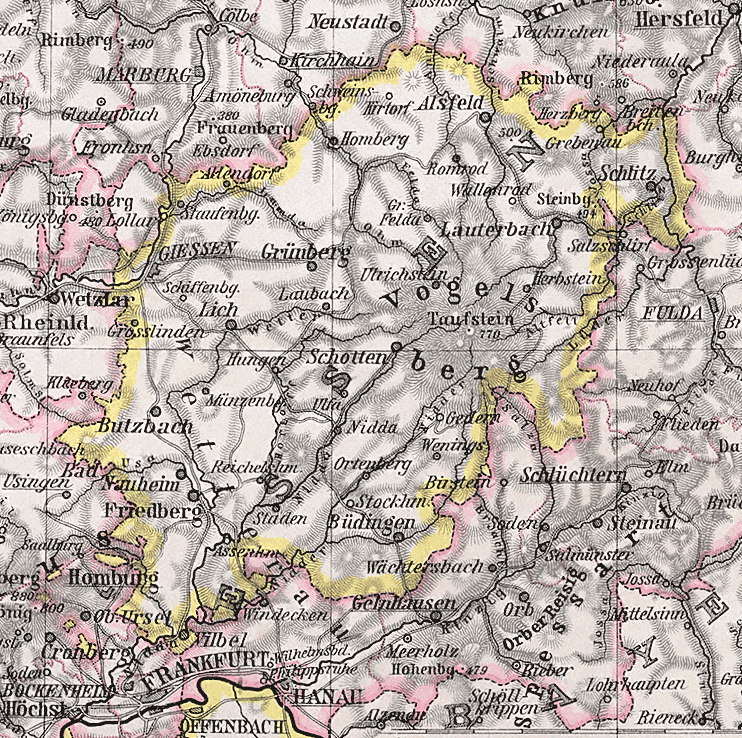
Provincia dell'Alta Assia, 1905
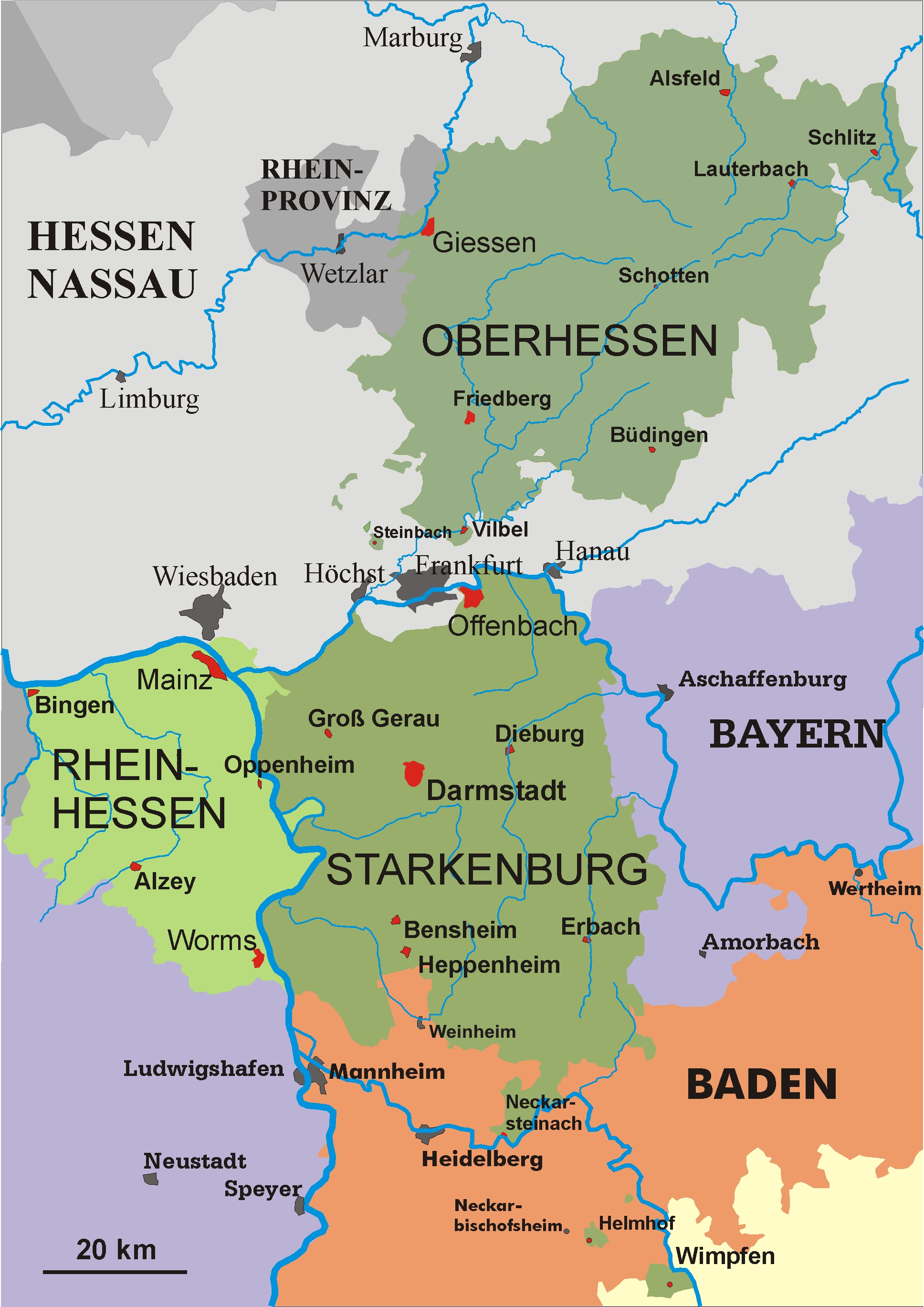
Alta Assia (a destra in alto) come una delle province dello Stato Popolare d'Assia nel 1930.